# Маткович, Антон
А́нтон Ма́ткович (хорв. Anton Matković; родился 19 февраля 2006, Славонски-Брод, Хорватия) — хорватский футболист, нападающий клуба «Осиек».

## Клубная карьера
Воспитанник команд «Железничар Славонски-Брод» и «Марсония». В 2022 году присоединился к «Осиеку», за который дебютировал 8 ноября 2023 года в матче чемпионата Хорватии против клуба «Хайдук». 25 ноября 2023 года в матче чемпионата против «Динамо Загреб» он забил свой первый гол в профессиональном футболе.

## Карьера в сборной
Выступал за сборные Хорватии до 17 и до 19 лет.